# Rolf Ludwig
Rolf Ludwig (28 de julio de 1925 - 27 de marzo de 1999) fue un actor teatral, cinematográfico y televisivo de nacionalidad alemana, uno de los actores más populares y versátiles de la República Democrática de Alemania.

## Biografía
Su verdadero nombre era Rolf Erik Ludewig, y nació en Estocolmo, Suecia, siendo sus padres Richard Hermann Heinrich Ludwig y su esposa Emmi Martens. Tras pasar por la escuela primaria en Dresde, Ludwig fue aprendiz de impresor. En 1942 fue reclutado por el Reichsarbeitsdienst, y en 1943 sirvió como piloto de caza en la Segunda Guerra Mundial. Fue derribado y herido, cumpliendo cautiverio en el campo de prisioneros británico de Sheffield, y participando en el teatro del campamento. 
Finalizada la guerra Ludwig actuó en Radebeul en el grupo de teatro Heiterer Blick. En 1947 fue a una audición en Dresde para conseguir un papel teatral. Para mostrar su habilidad saltó por una ventana, sin contar con que la prueba se hacía en un segundo piso y no en una planta baja. Como consecuencia de la caída se rompió un brazo. Debido a su apasionada acción física, fue inmediatamente admitido, y el director del teatro, Erich Ponto, se asomó por la ventana gritando: „Joven, queda usted comprometido.“
En el teatro de Dresde interpretó varios papeles, pero su carrera le llevó al Volksbühne de Berlín donde, a mediados de los años 1950 y principios de los 60 hizo papeles como el de Truffaldino en la obra de Carlo Goldoni Il servitore di due padroni. Más tarde entró en el Deutsches Theater de Berlín, donde permaneció hasta la década de 1990. Junto a Klaus Piontek, actuó en casi todas las grandes producciones del Deutsches Theater. En cerca de 600 ocasiones encarnó al personaje principal de Der Drache, obra de Yevgueni Shvarts llevada a escena por Benno Besson. 
Para el gran público es conocido por su participación en una serie de producciones cinematográficas de la Deutsche Film AG, entre ellas el film de Egon Günther Der Dritte (1972), o Lotte in Weimar (1975), basado en la novela de Thomas Mann. Para un público más joven se dio a conocer gracias al papel de narrador de muchas producciones radiofónicas LITERA, así como por su participación en películas infantiles como Moritz in der Litfaßsäule y Das Schulgespenst.
Rolf Ludwig falleció en Berlín, Alemania, en 1999. Fue incinerado en el Crematorio de Meißen y enterrado en Benz, en la isla de Usedom. 

## Premios
- 1959: Premio del Arte de la República Democrática Alemana por Der Hauptmann von Köln
- 1973: Premio Nacional de la República Democrática Alemana de 2ª clase
- 1976: Premio del Arte de la Federación Alemana de Sindicatos Libres por Requiem für Hans Grundig
- 1982: Premio a la actuación del Festival Nacional de Cine de la DDR por Die Verlobte
- 1991: Premio Federico Fellini
- 1996: Goldene Henne por su trayectoria artística[3]

## Filmografía
| - 1952: Sein großer Sieg - 1953: Die Unbesiegbaren - 1954: Wer seine Frau lieb hat - 1954: Sommerliebe - 1954: Ede sonnabends (mediometraje) - 1955: Der Diener zweier Herren (TV) - 1955: Der Teufelskreis - 1955: Drei Mädchen im Endspiel - 1955: Der Richter von Zalamea - 1956: Thomas Müntzer – Ein Film deutscher Geschichte - 1956: Mich dürstet - 1956: Der Hauptmann von Köln - 1956: Fuchs tönende Wochenschau (mediometraje) - 1957: Das Gesellschaftsspiel (mediometraje) - 1957: Bennos böses Ich (mediometraje) - 1958: Das Feuerzeug - 1959: Im Sonderauftrag - 1959: Der kleine Kuno - 1959: Guter Rat ist billig (mediometraje) - 1959: Das Leben beginnt - 1960: Was denn nun, Herr Jehoda? (TV) - 1960: Hochmut kommt vor dem Knall - 1960: Die heute über 40 sind - 1960: Komödie der Irrungen (TV) - 1960: Der Diener zweier Herren (TV) - 1960: Pascha in Nöten (TV) - 1961: Italienisches Capriccio - 1961: Der Fall Gleiwitz - 1961: Der Mann mit dem Objektiv - 1962: Der Weg nach Füssen (TV) - 1963: Der Mann des Tages (TV) - 1963: Der Morin – das Schwein - 1964: Viel Lärm um nichts - 1964: Der Kammersänger (TV) - 1964: Volpone (TV) - 1964: Das Abendgericht (TV) - 1964: Asphalt-Story (TV) - 1965: Solange Leben in mir ist - 1966: Flucht ins Schweigen - 1966: Feinde (TV) - 1966: Die Perser (TV) - 1967: Kleiner Mann – was nun? (TV-dos partes) - 1967: Laurencia (TV) - 1968: Der Streit um den Sergeanten Grischa (TV-dos partes) - 1968: Abschied - 1968: Die Russen kommen - 1969: Jungfer, Sie gefällt mir - 1969: Seine Hoheit – Genosse Prinz - 1969: Nathan der Weise (TV) - 1969: Netzwerk - 1970: Tödlicher Irrtum - 1970: Die Heirat - 1971: Arzt wider Willen (TV) - 1971: Optimistische Tragödie (TV) - 1971: Kretschinskis Hochzeit (TV) - 1972: Trotz alledem! - 1972: Der Dritte - 1972: Ein Engel reist ins Paradies (TV) - 1973: Zement (TV-dos partes) - 1973: Polizeiruf 110: Der Ring mit dem blauen Saphir (serie TV) - 1973: Die Zwillinge (TV) - 1973: Die Legende von Paul und Paula - 1974: Nachtasyl (TV) - 1975: Die unheilige Sophia (TV-dos partes) - 1975: Lotte in Weimar - 1975: Eine Pyramide für mich | - 1975: Requiem für Hans Grundig (TV) - 1976: Schauspielereien: Die Trauerrede und andere heitere Begebenheiten (serie TV) - 1976: Süßer Vogel Jugend (TV) - 1976: Die Geheimakte - 1976: Camping – Camping - 1977: Wer reißt denn gleich vor’m Teufel aus - 1977: Ein Trompeter kommt (TV) - 1977: Polizeiruf 110: Des Alleinseins müde (serie TV) - 1977: Vier Tropfen (TV) - 1977: Ich zwing dich zu leben - 1979: Zünd an, es kommt die Feuerwehr - 1979: Kennst Du das Land (TV) - 1979: Die Rache des Kapitäns Mitchell (TV) - 1980: Die Verlobte - 1980: Levins Mühle - 1980: Kommt ein Vogel geflogen (TV) - 1980: Polizeiruf 110: Der Hinterhalt (serie TV) - 1980: Pugowitza - 1981: Verflucht und geliebt (TV-cinco partes) - 1982: Die Generalprobe (TV) - 1982: Komm mit mir nach Chicago (TV) - 1982: Das Graupenschloß (TV) - 1982: Schwanengesang (TV) - 1982: Wiederbegegnung (TV) - 1982: Der entführte Prinz (TV) - 1983: Hommage à Hölderlin (HFF-Film) - 1983: Der Mann und sein Name (TV) - 1983: Es geht einer vor die Hunde - 1983: Moritz in der Litfaßsäule - 1983: Die ewigen Gefühle (TV) - 1984: Wo andere schweigen - 1984: Eine sonderbare Liebe - 1984: Meine Frau Inge und meine Frau Schmidt - 1984: Einzug ins Paradies (serie TV) - 1984: Die Grünstein-Variante (TV) - 1984–86: Bebel und Bismarck (TV-tres partes) - 1985: Das musikalische Nashorn (HFF-Film) - 1985–87: Sansibar oder der letzte Grund (TV) - 1986: Das Buschgespenst (TV-dos partes) - 1986: Das Schulgespenst - 1986: Stielke, Heinz, fünfzehn… - 1986: Katja unterwegs in der DDR (TV) - 1986: Schauspielereien: Ein ehrlicher Finder (serie TV) - 1986: Die lustigen Weiber von Windsor (TV) - 1986: Käthe Kollwitz – Bilder eines Lebens - 1987: Wallenstein (TV-dos partes) - 1987: Schauspielereien: Genau auf Tag und Stunde (serie TV) - 1987: Der Staatsanwalt hat das Wort: Unter einem Dach (serie TV) - 1987: Schwein gehabt - 1987: Ganz in Familie (TV) - 1987: Schauspielereien: Berliner Pflanzen (serie TV) - 1988: Späte Ankunft (TV-dos partes) - 1988: Der blaue Boll (TV) - 1991: Stein - 1991: Die Jüdin von Toledo (TV) - 1991: Das Trio (TV) - 1991: Abschied (HFF-Film) - 1992: Lenz (TV) - 1992: Das Land hinter dem Regenbogen - 1993: Der Biberpelz (TV) - 1994–96: Die Probe – König Lear (HFF-Film) - 1995: Nikolaikirche (TV-dos partes) - 1995: Ärzte, Folge: Herberge für einen Frühling (serie TV) - 1995: Nr. 73 (HFF-Film) - 1997: Winterkind |

## Locutor
- 1955: Martins Tagebuch
- El soldadito de plomo (Horst Hawemann a partir de Hans Christian Andersen), LITERA 8 65 273 (1981) como el soldado de plomo

## Actor de voz
- 1968: Die Olsenbande, como Egon